# Västmanlands regemente (gamla)
Västmanlands regemente (I 18) var ett infanteriförband inom svenska armén som verkade i olika former åren 1628–1927. Förbandsledningen var från 1906 förlagd i Västerås garnison i Västerås.

## Historia

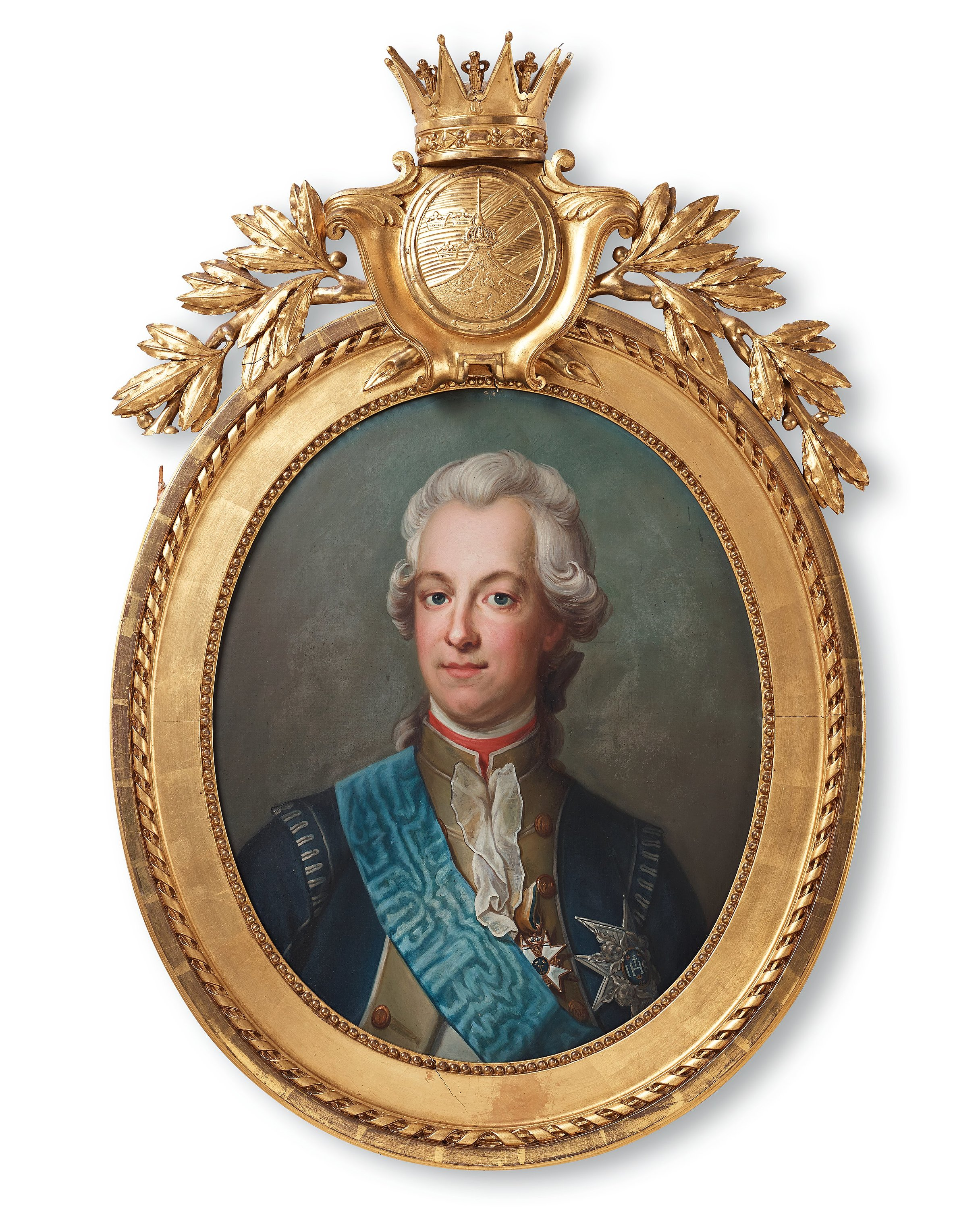
Hertig Fredrik Adolf i regementets uniform m/1779, då han var dess överste och chef. Målning från ca 1785 av Jakob Björck.

### Bildandet
Västmanlands regemente härstammar från de Västmanlandsfänikor som sattes upp under mitten av 1500-talet och sedan bildade regementet 1628. Västmanlandsfänikorna sammanslogs 1617 med andra förband till landsregementet Upplands storregemente, i Uppland, Västmanland och Dalarna. Åren 1623–1628 delades landsregementet upp i tre landskapsregementen, varvid Västmanlands regemente bildades 1628. I 1634 års regeringsform fastställdes den svenska regementetsindelningen, där det angavs att armén skulle bestå av 28 regementen till häst och fot, med fördelningen av åtta till häst och 20 till fot. De indelta och roterande regementena namngavs efter län eller landskap, medan de värvade regementena uppkallades efter sin chef. Regeringsformen angav Västmanlands regemente som det femtonde i ordningen. Dock blev det ett nummer som aldrig användes, annat än för att ange regementets plats, enligt den då gällande rangordning.
Regementet deltog 1709 i Slaget vid Poltava där det led stora förluster, den 1 juli föll hela regementet i fångenskap i samband med kapitulationen vid Perevolotjna. Det kungliga rådet i Stockholm mottog den 7 september 1709 ett brev från Karl XII, daterat den 11 juli 1709, där han befallde att de regementet i huvudarmén som upplösts genom slaget vid Poltava samt genom kapitulationen vid Perevolotjna skulle nyuppsättas. Samtliga regementen, däribland  Västmanlands regemente, skulle ges full utrustning i form av beklädning, vapen, fanor, spel, tält och allt annat tillbehör som de förr hava haft.
Regementet deltog senare bland annat i slaget vid Gadebusch, vilket regementet även tilldelades som segernamn. Efter Gadebusch marscherade den svenska hären, vilken bland annat bestod av Västmanlands regemente, västerut. Då både förplägnad och ammunition sinade tvingades Magnus Stenbock med sin kvarvarande armé att kapitulera den 6 maj 1713 vid Tönnigen i norra Tyskland, något som kom att kallas för Stenbocks kapitulation vid Tönnigen. Kapitulationen resulterade i att flera svenska regementen upplöstes och hamnade i dansk fångenskap, där bland annat hela Västmanlands regemente. Regementet återuppsattes senare samma år i Sverige igen.

### Rangordningen
Den rangordning som hade fastställts i 1634 års regeringsform började halta och skapa luckor efter freden i Fredrikshamn den 17 september 1809, då Finland tillföll Ryssland och de svenska regementen i Finland upplöstes. Därmed fanns det ett behov med att skapa ett nytt system. Under kronprins Karl Johans tid infördes 1816 ett nytt numreringssystem, där de svenska regementena genom en generalorder den 26 mars 1816 tillfördes ett officiellt ordningsnummer, till exempel № 18 Västmanlands regemente. Till grund för numreringen låg inte bara ett regementes status, utan också de svenska landskapens inbördes ordning, samt att Svealand, Götaland och Norrland skulle varvas. De lägsta ordningsnumren tilldelades "liv- och hus- trupperna". Dessa nummer hade dock ingenting med rangordningen att göra, vilket bland annat framgår av gamla förteckningar där infanteri- och kavalleriförband är blandade just med hänsyn till rang och värdighet.

### Ordningsnumret
I samband med 1914 års härordning justerades 1914 samtliga ordningsnummer inom armén. För Västmanlands regemente innebar det att regementet blev tilldelad beteckningen I 18. Justeringen av beteckningen gjordes för att särskilja regementen och kårer mellan truppslagen. Det med bakgrund till att namn och nummer som till exempel № 3 Livregementets grenadjärkår och № 3 Livregementets husarkår kunde förefalla egendomliga för den som inte kände till att förbanden ifråga tillhörde skilda truppslag.

### 1925 års försvarsbeslut
Inför försvarsbeslutet 1924 föreslog den sittande minoritetsregeringen att Fälttelegrafkåren skulle omorganiseras till regemente och bestå av två bataljoner, vilka skulle förläggas på två orter. Telegrafbataljonen skulle förläggas till Stockholm och radiobataljonen samlokaliseras med Västmanlands regemente inom dess kasernetablissement. Dock antogs inte förslaget av riksdagens majoritet och den sittande regeringen avgick. Våren 1925 lade den nya regeringen fram sin proposition, vilken låg till grund för försvarsbeslutet 1925, om hur det svenska försvaret skulle utformas kommande år. Vilket bland annat innebar att Västmanlands regemente skulle avvecklas och upplösas efter 1927 års repetitionsövningar.

### Regementets nedläggning
Den 31 december 1927 halades fanan vid regementet för sista gången och regementet ansågs där med avvecklat och upplöst. Från den 1 januari 1928 övergick regementet till en avvecklingsorganisation, vilken upplöstes den 31 mars 1928.

## Ingående enheter
Genom 1901 års härordning fastställdes att tillgång till trupp skulle regleras genom allmän värnplikt, vilket bland annat resulterade i att infanteriregementena utökades med en bataljon och kom att omfatta tre infanteribataljoner. I samband med krigsutbrottet 1914 fastställdes försvarsbeslutet 1914, vilket bland annat medförde att linjeregementet I 18 organiserades och mobiliserades. I likhet med övriga infanteriregementen skulle också ett reservregemente sättas upp, dock kom dessa aldrig att mobiliseras. Vidare infördes en brigadorganisation inom armén, där två infanteriregementen bildade en brigad. I 8 tillsammans med I 18 bildade 9. infanteribrigaden, ingående i V. arméfördelningen.

### 9.infanteribrigaden
9. infanteribrigaden var en infanteribrigad inom V. arméfördelningen som verkade åren 1915–1927 och bestod av Upplands regemente och Västmanlands regemente.

### Kompanier
| 1634(?) 1. Livkompaniet 2. Överstelöjtnantens kompani 3. Majorens kompani 4. Bergslags kompani 5. Strömsholms kompani 6. Väsby kompani 7. Salbergs kompani 8. Kungsörs kompani | 1814(?) 1. Livkompaniet 2. Folkare kompani 3. Väsby kompani 4. Salbergs kompani 5. Västerås kompani 6. Strömsholms kompani 7. Bergs kompani 8. Kungsörs kompani |

## Förläggningar och övningsplatser
Västmanlands regemente vapenövades från 1779 vid Salbohed, vilket även blev regementets mötesplats. Den 1 oktober 1906 flyttade regementet in i ett nyuppfört kasernetablissemang i stadsdelen Viksäng i Västerås. Kasernerna uppfördes efter 1901 års härordnings byggnadsprogram efter Fortifikationens typritningar för infanterietablissemang. Efter att regementet avvecklades, övertogs kasernerna av Västmanlands flygflottilj som nyttjade dem fram till 1944. Den 1 juli 1944 övertogs kasernerna av Flygvapnets centrala skolor. Hösten 1961 avvecklades Flygvapnets centrala skolor, i juli 1961 såldes hela kasernetablissemanget till Västerås kommun. Åren 1962–1967 kom stora delar av området att rivas, för att ge plats åt ett nytt bostadsområde. Kvar av det ursprungliga kasernetablissementet blev kanslihuset med två flankerande kaserner, en officersmäss samt det gamla regementssjukhuset. År 1994 revs regementssjukhuset.

## Heraldik och traditioner
Den 1 juli 1994 bildades Västmanlands regemente (nya), vilka sökte sina traditioner från det tidigare upplösta Västmanlands regemente. Regementet ärvde dock inte 1859 års fana, utan mottog en nya fana, 1994 års fana. Efter att regementet åter avvecklades 1997, kom Västmanlandsgruppen att föra regementets traditioner vidare. Från den 1 juli 2012 förs traditionerna vidare av Västmanlandsbataljonen inom Upplands- och Västmanlandsgruppen.

### Förbandsfanor
Regementet har Västmanlands vapenbild. Regementet mottog sina sista fanor (två bataljonsfanor) 1859 (m/1859), vilka mottogs på Ladugårdsgärdet i Stockholm. Fanan troppades i samband med avvecklingen 1927, men kom efter ett regeringsbeslut, att föras av Västmanlands flygflottilj (F 1). Västmanlands flygflottilj övertog fanan den 26 september 1943, vilket även inkluderade regementets segernamn, och blev med det Sveriges enda flygflottilj med segernamn på sin fana. Fanan troppades slutligt när flottiljen avvecklades 1983.

### Karl XI:s nattvardskärl

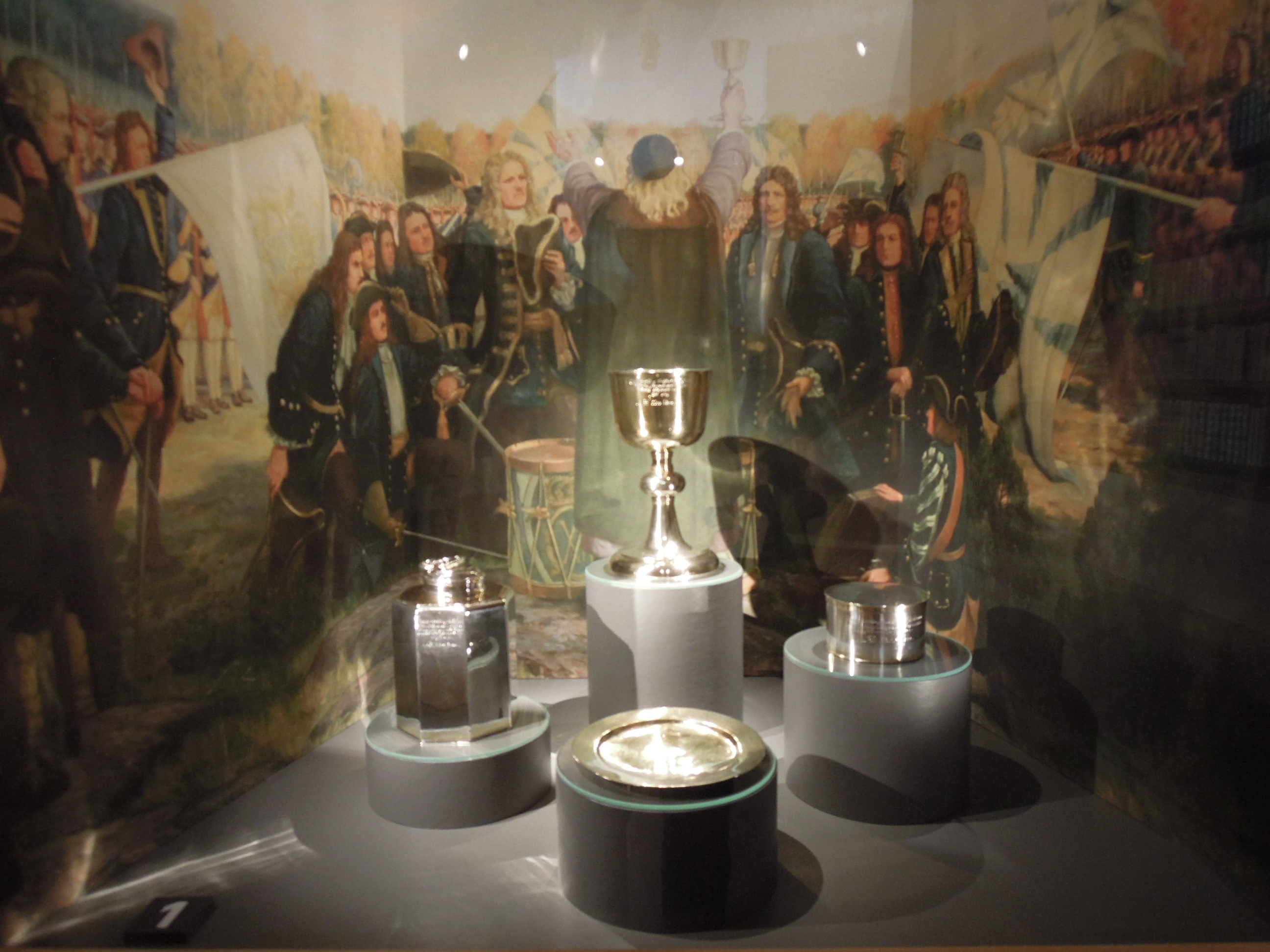
Nattvardskärlen utställda i Västmanlands läns museum 2016.

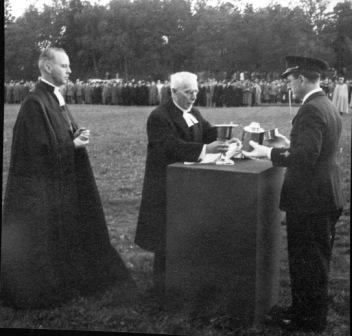
Hugo Berggren (mitten) överlämnar nattvardskärlen 1943 till Västmanlands flygflottiljs regementspastor Simon Forshem (höger). Till vänster biskop John Cullberg.

Karl XI skänkte regementet en uppsättning nattvardskärl i silver. I uppsättningen ingick förutom en vacker kalk också en vinkanna, en ask och en tallrik för oblater. Silvret medföljde i Karl XII:s krig mot Ryssland i mars 1700. Nattvardssilvret handhades av regementspastorn Georg Nothman som vandrade med regementet fram till det sista slaget vid Poltava 1709. När Nothman insåg att slaget var förlorat grävde han, enligt den västmanländska historien, ner nattvardssilvret vid en stor ek. Vid den svenska kapitulationen hamnade cirka 20 000 soldater i rysk fångenskap. Efter freden i Nystad 1721 frigavs de överlevande soldaterna varav bara 4 000 återkom till Sverige. Pastor Nothman tog den långa omvägen över Poltava. Där ska han ha grävt upp silverskatten en stjärnklar kväll och burit den med sig hem till Sverige, via Finland. Nothman behöll Poltavasilvret för sig själv i sju år och lät gravera in sitt eget namn i det. Inte förrän 1729, när regementet samlades till en första generalmönstring efter kriget, återlämnade han sina dyrgripar. Silverkärlen förvarades därefter på Västerås slott eller i Domkyrkan. Carl Snoilsky författade mot slutet av 1800-talet, i en tid av svensk nationalism, en dikt om regementskalken i Svenska bilder. När Västmanlands regemente lades ned 1927 blev Armémuseum formell ägare till silvret, men placerades i Västerås domkyrka. Där stod silvret tills det under andra världskriget överlämnades till Västmanlands flygflottilj vid en ceremoni på regementets gamla idrottsplats på Viksäng 1943. Poltavasilvret förvarades sedan vid Västmanlands flygflottilj tills flottiljen lades ned 1983. Silvret hamnade därefter på länsmuseet i Västerås när det låg i Västerås slott efter en diskussion om var silvret skulle förvaras. Under början på 2002 stängdes Västmanlands länsmuseums utställning under fem år och silvret magasinerades till 2005 då Armémuseum tog över kyrkosilvret för att ställa ut det i sin basutställning. Västmanlands läns museum har återfått silvret och ställer ut det 2016. Poltavasilvret finns åter på Armémuseum 2018.

### Marsch
Regementets marsch var "Prinz Friedrich Carl-Marsch", efter att regementet avvecklades, övertogs även marschen av Västmanlands flygflottilj. Dock kom den att få titeln "Kungl Västmanlands regementes marsch". När det nya regementet bildades 1994, återfick marschen sin ursprungliga titel.

## Förbandschefer
Regementschefer verksamma vid regementet åren 1628–1997.

- 1628–16??: Bengt Bagge
- 1631–1634: Erik Lilliehöök af Fårdala
- 1634–16??: Erik Stenbock
- 1656–1658: William Philp
- 1667–1668: Erik Leijonhielm
- 1668–1677: Thomas van der Noot
- 1678–1693: Peter Creimers
- 1699–1716: Axel Sparre
- 1710–1710: Gustaf Johan Tunderfelt, (Tf.)   †
- 1712–1713: Melker Falkenberg, (Tf.)   †
- 1714–1716: Carl Breitholtz
- 1716–1720: Bernhard Reinhold von Delwig, (Tf.)
- 1720–1728: Axel Sparre
- 1728–1739: Gustaf Fredrik von Rosen
- 1739–1747: Otto Christian von der Pahlen
- 1747–1770: Samuel Gustaf Stierneld
- 1770–1771: Gustaf Adolf von Siegroth
- 1771–1773: Jonas Cronstedt
- 1773–1780: Fredrik Arvidsson Posse
- 1773–1780: Hertig Fredrik Adolf, (Tf.)
- 1780–1803: Hertig Fredrik Adolf
  - 1780–1785: Wilhelm Mauritz Pauli, (Sekundchef)
  - 1788–1790: Jacob Gripensvärd, (Sekundchef)
  - 1790–1803: Lars Stiernstam, (Sekundchef)
- 1804–1804: Lars Stiernstam
- 1804–1809: Adolf Ludvig von Friesendorff
- 1810–1815: Pehr Brändström
- 1816–1820: Carl Albrecht Leijonflycht
- 1820–1823: Fredrik Ludvig Ridderstolpe
- 1823–1825: Gustaf Abraham Peyron
- 1825–1834: Carl Joachim von Düben
- 1835–1836: Carl Otto Palmstierna
- 1836–1836: Carl Fredrik Wilhelm von Tuné, (Tf.)
- 1836–1844: Axel Johan Adam Möllerhjelm
- 1844–1851: Carl Fredrik Wilhelm von Tuné
- 1851–1860: Fredrik af Klercker
- 1860–1870: Gabriel Eketrä
- 1870–1884: August Silverstolpe
- 1884–1897: Axel Reuterskiöld
- 1897–1902: Waldemar Anshelm Gotthard Nisbeth
- 1902–1906: Carl Conrad Vogel
- 1906–1914: Pehr Richert Hasselrot
- 1915–1919: Joachim Åkerman
  - 1917–1918: Otto von Knorring, (Tf.)
- 1919–1923: Axel Magnus Adlercreutz
  - 1920–1921: Albert Uggla (Tf.)
- 1923–1927: Claes Axel Klingenstierna

## Namn, beteckning och förläggningsort
| Kungl. Västmanlands regemente | 1628-??-?? | – | 1709-07-01 |
| Kungl. Västmanlands regemente | 1709-09-07 | – | 1713-05-06 |
| Kungl. Västmanlands regemente | 1713-??-?? | – | 1927-12-31 |
| Avvecklingsorganisation       | 1928-01-01 | – | 1928-03-31 |

| № 18 | 1816-03-26 | – | 1914-09-30 |
| I 18 | 1914-10-01 | – | 1927-12-31 |

| Västerås/Utnäs löt     | ????-??-?? | – | 1906-09-30 |
| Sala garnison/Salbohed | 1779-??-?? | – | 1906-09-30 |
| Västerås garnison (F)  | 1906-10-01 | – | 1928-03-31 |

## Galleri

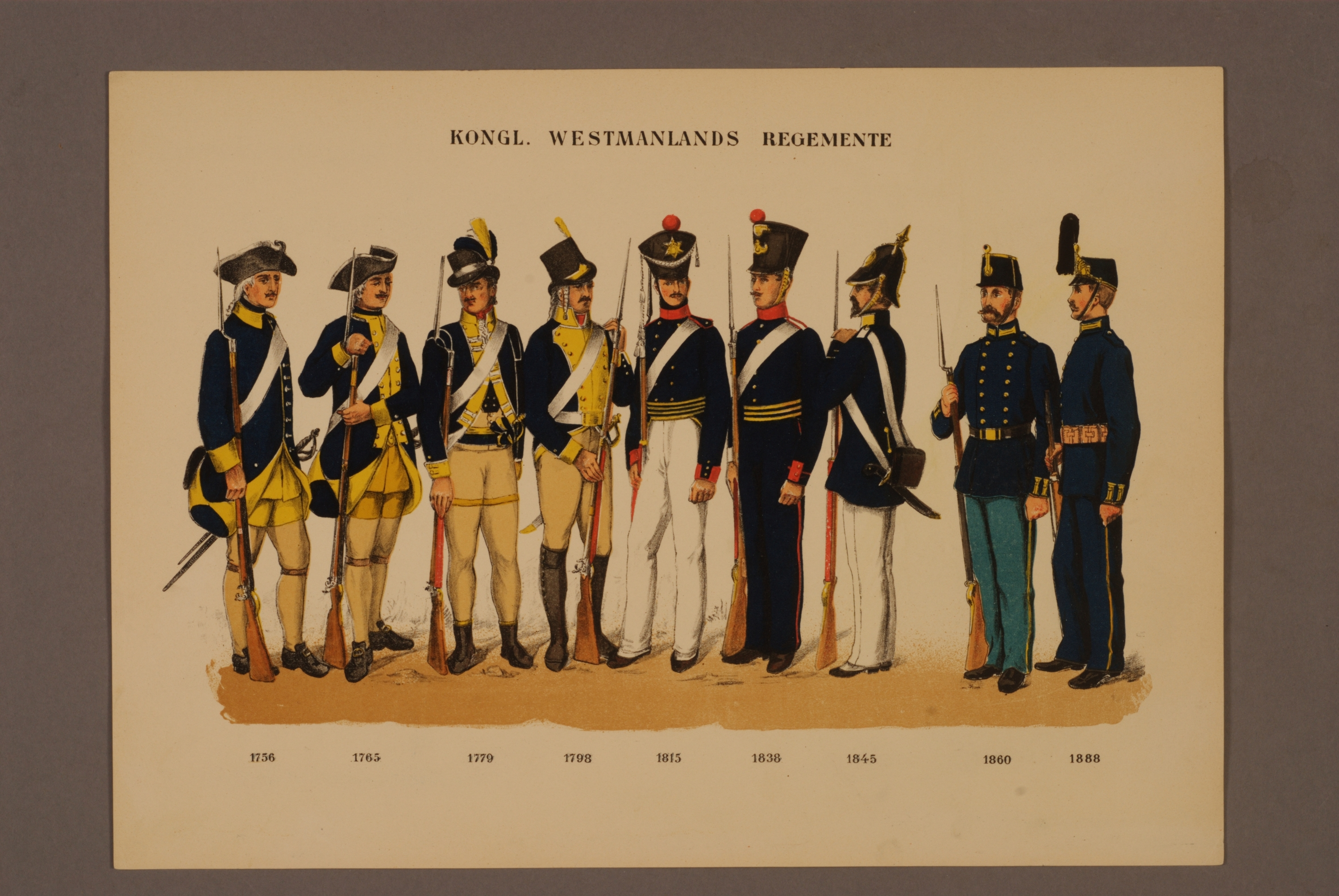
Regementets uniformer åren 1756-1888.
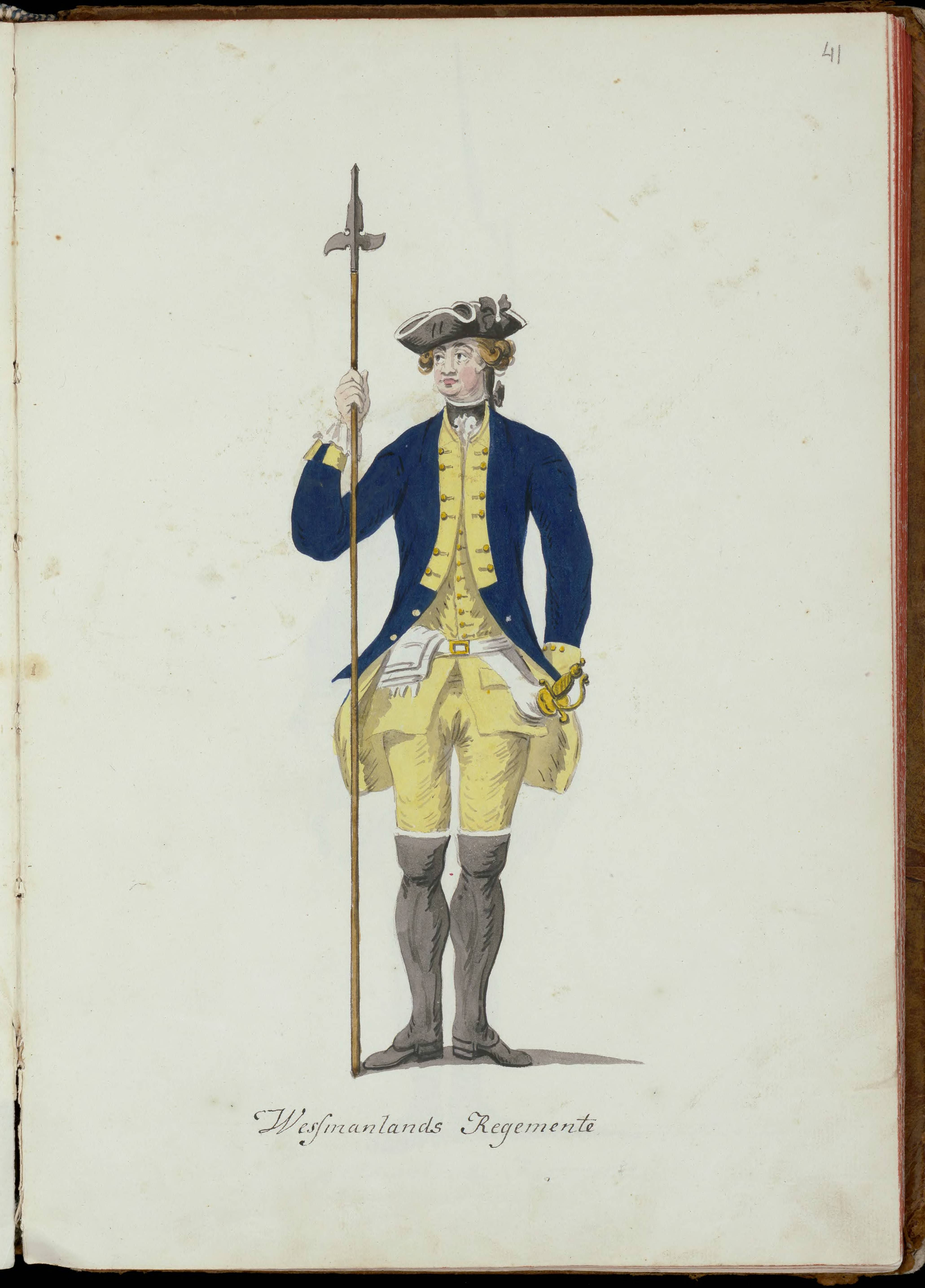
Uniform m/1765
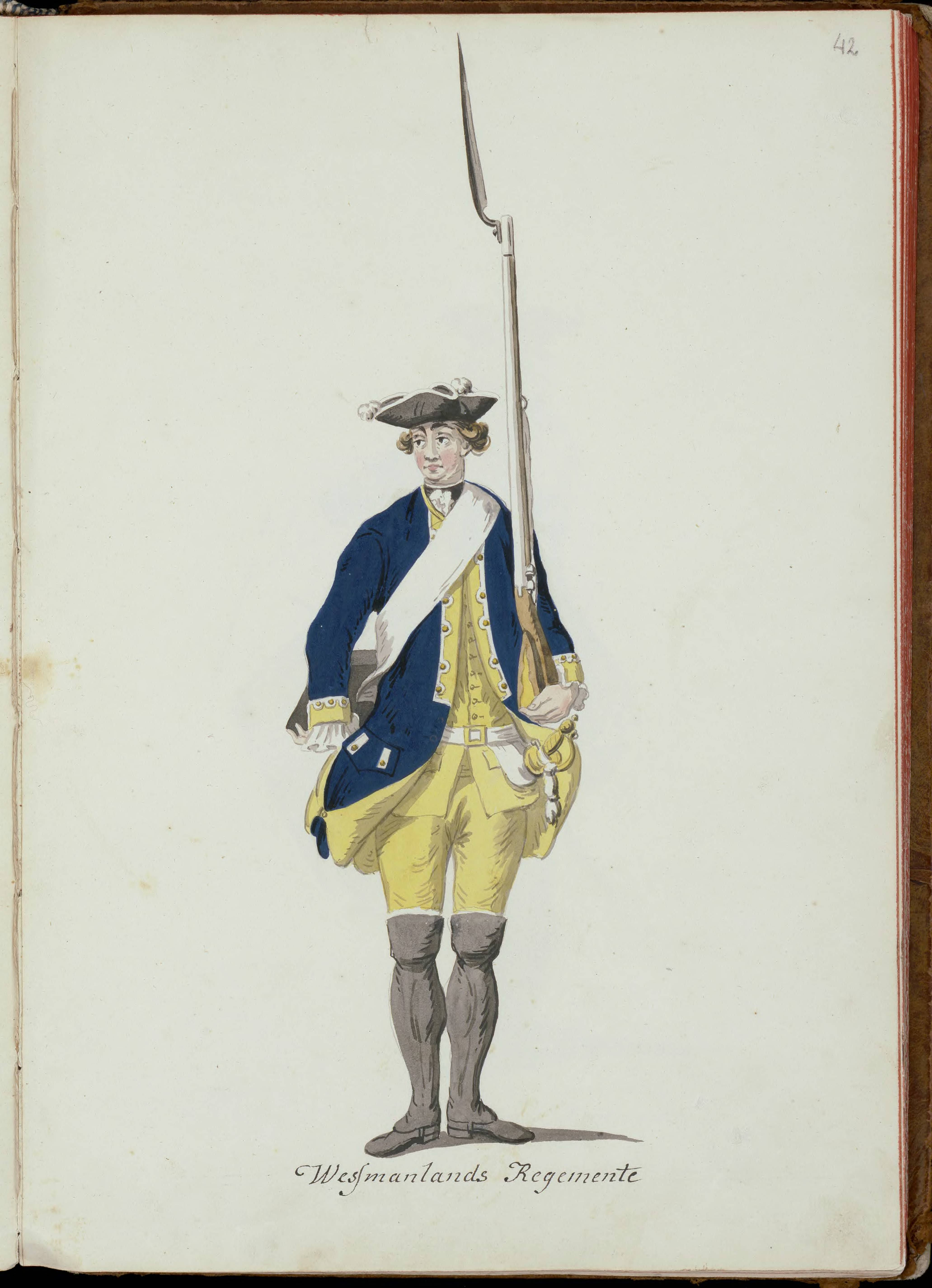
Uniform m/1765
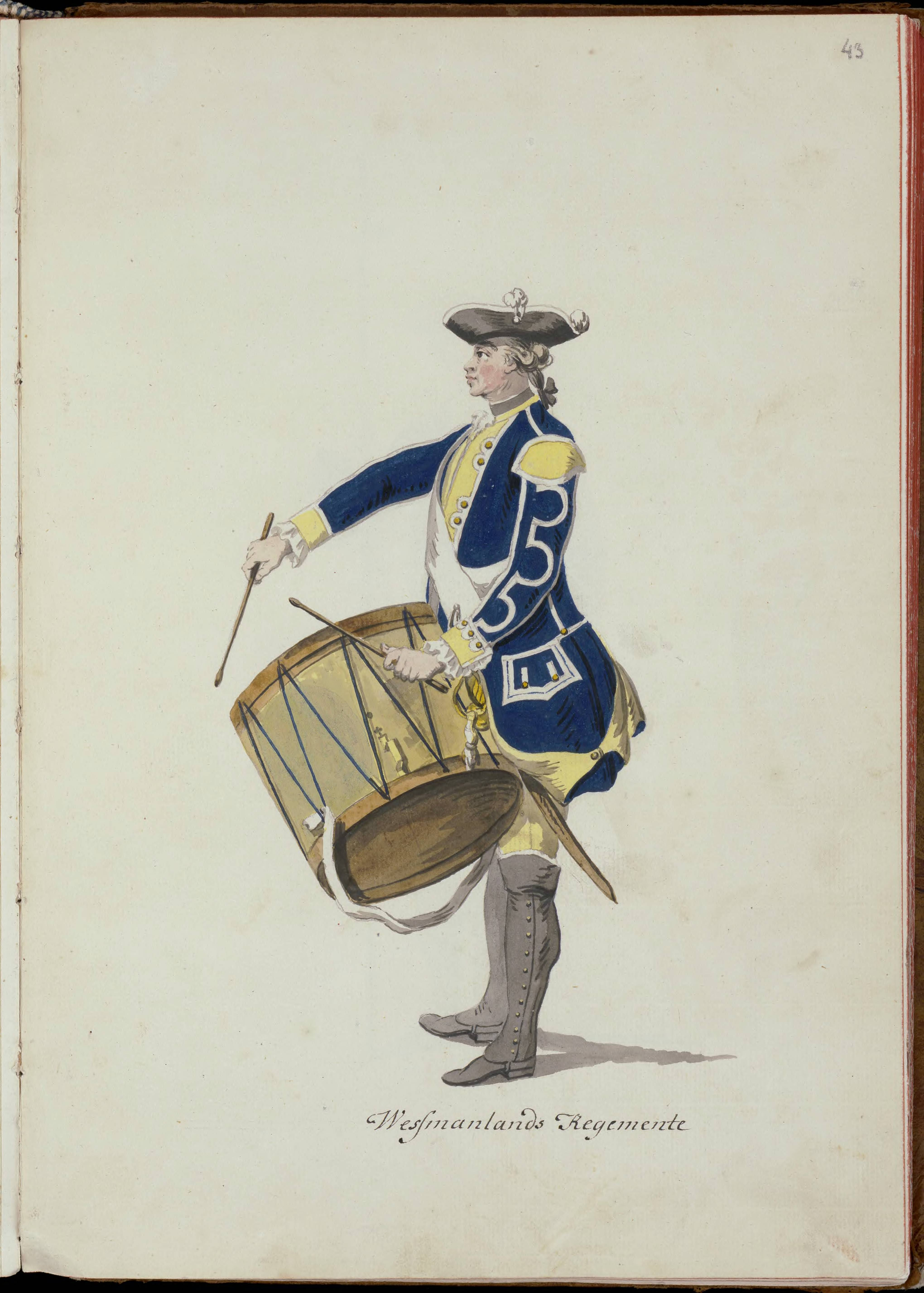
Uniform m/1765
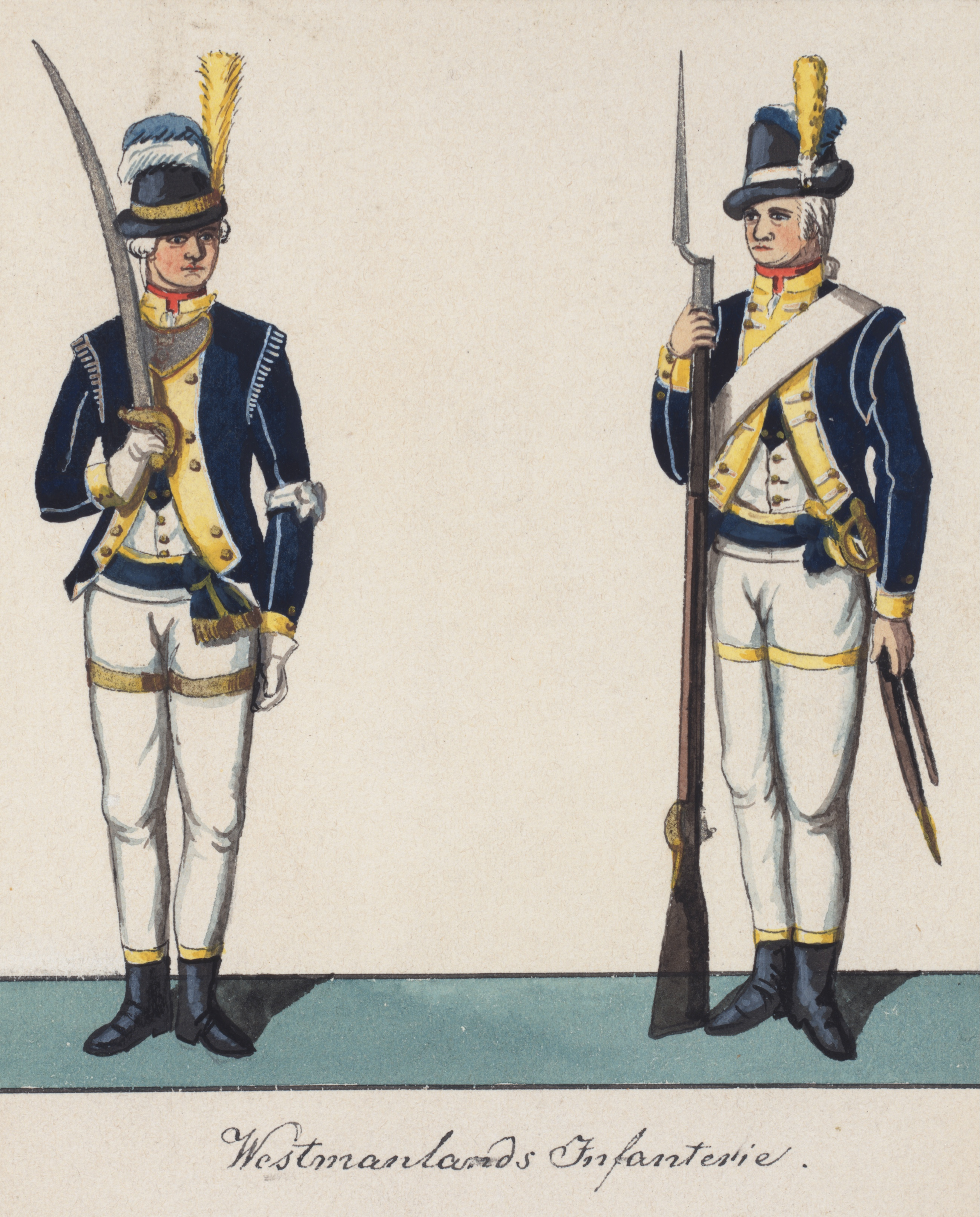
Uniform m/1779
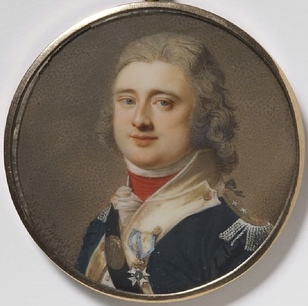
Axel Gabriel De la Gardie iklädd uniform m/1792 för regementet. Hans epåletter visar att han är major. På bröstet bär han Svärdsorden. Målning från ca 1800 av Domenico Bossi.
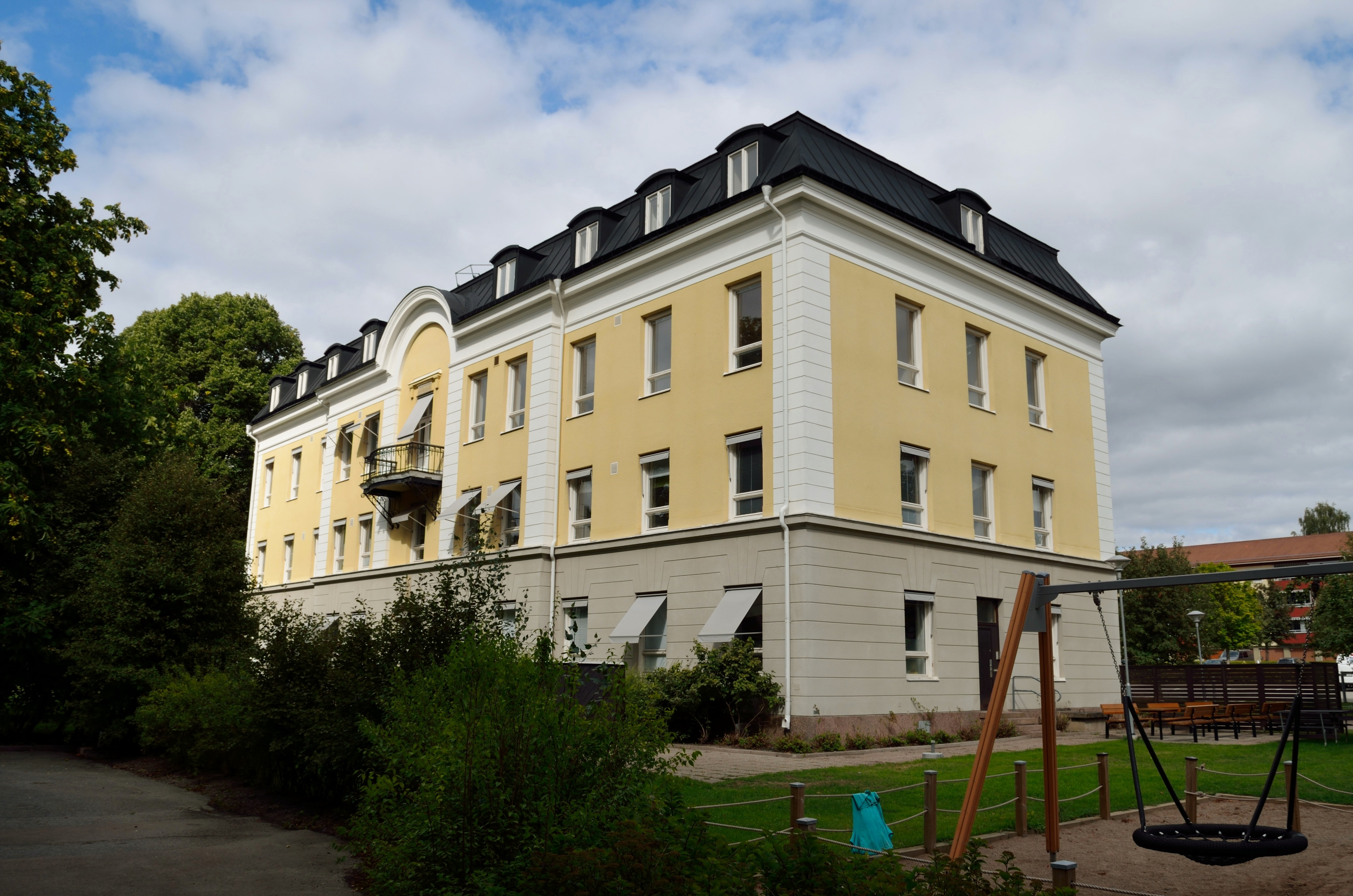
Vy över kanslihuset vid regementet.
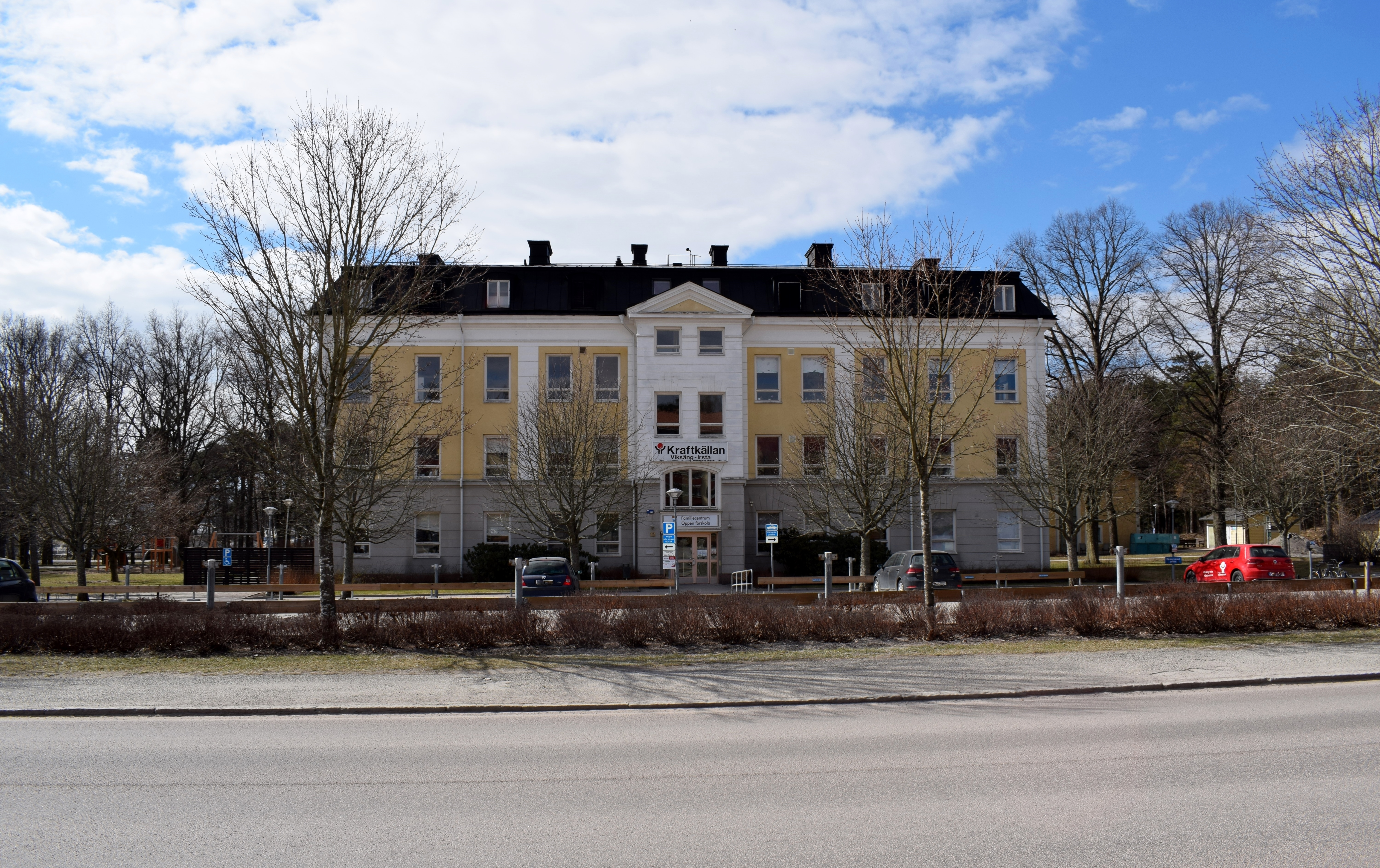
Vy över kanslihuset vid regementet.
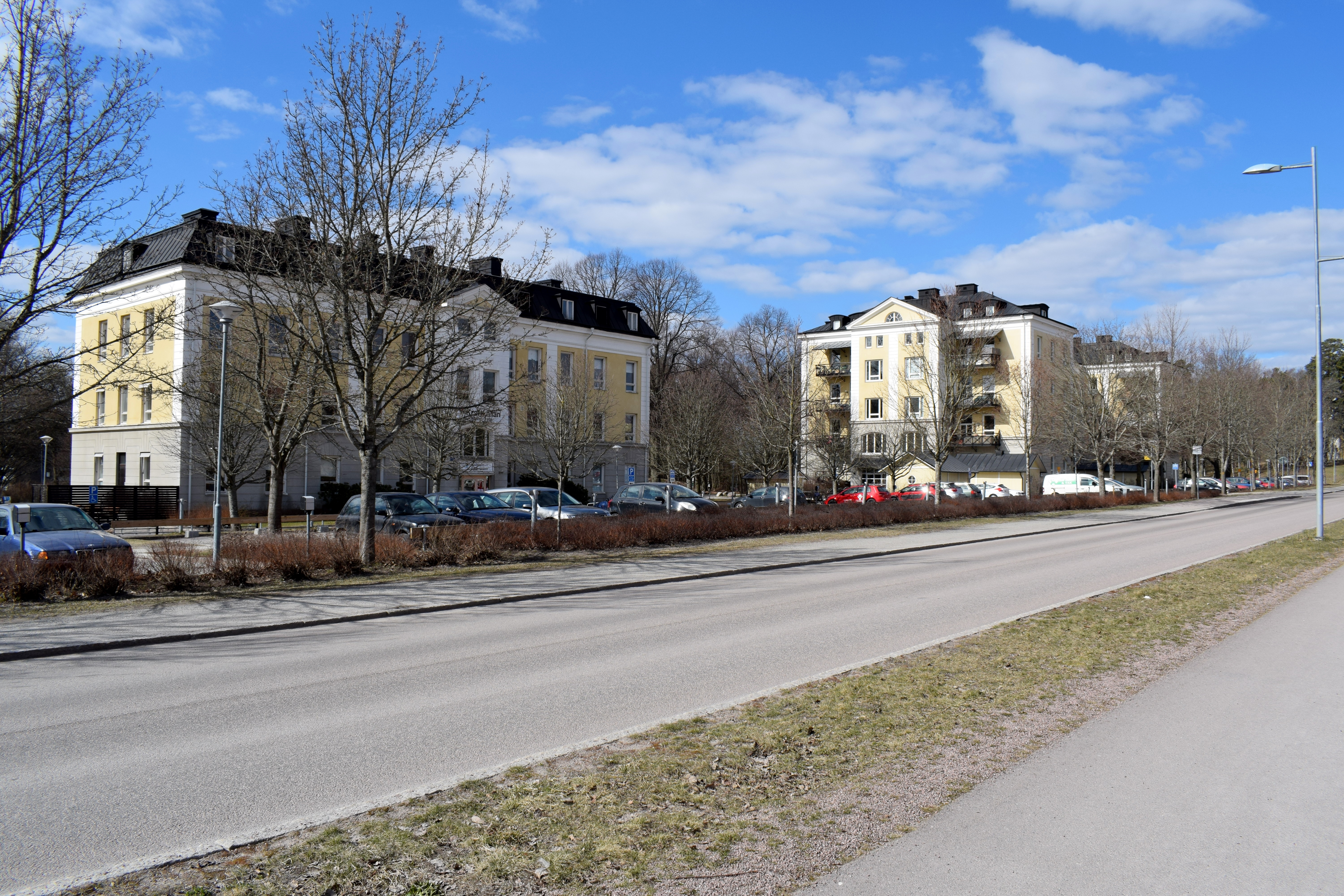
Vy över kanslihuset och A-kasernen vid regementet.
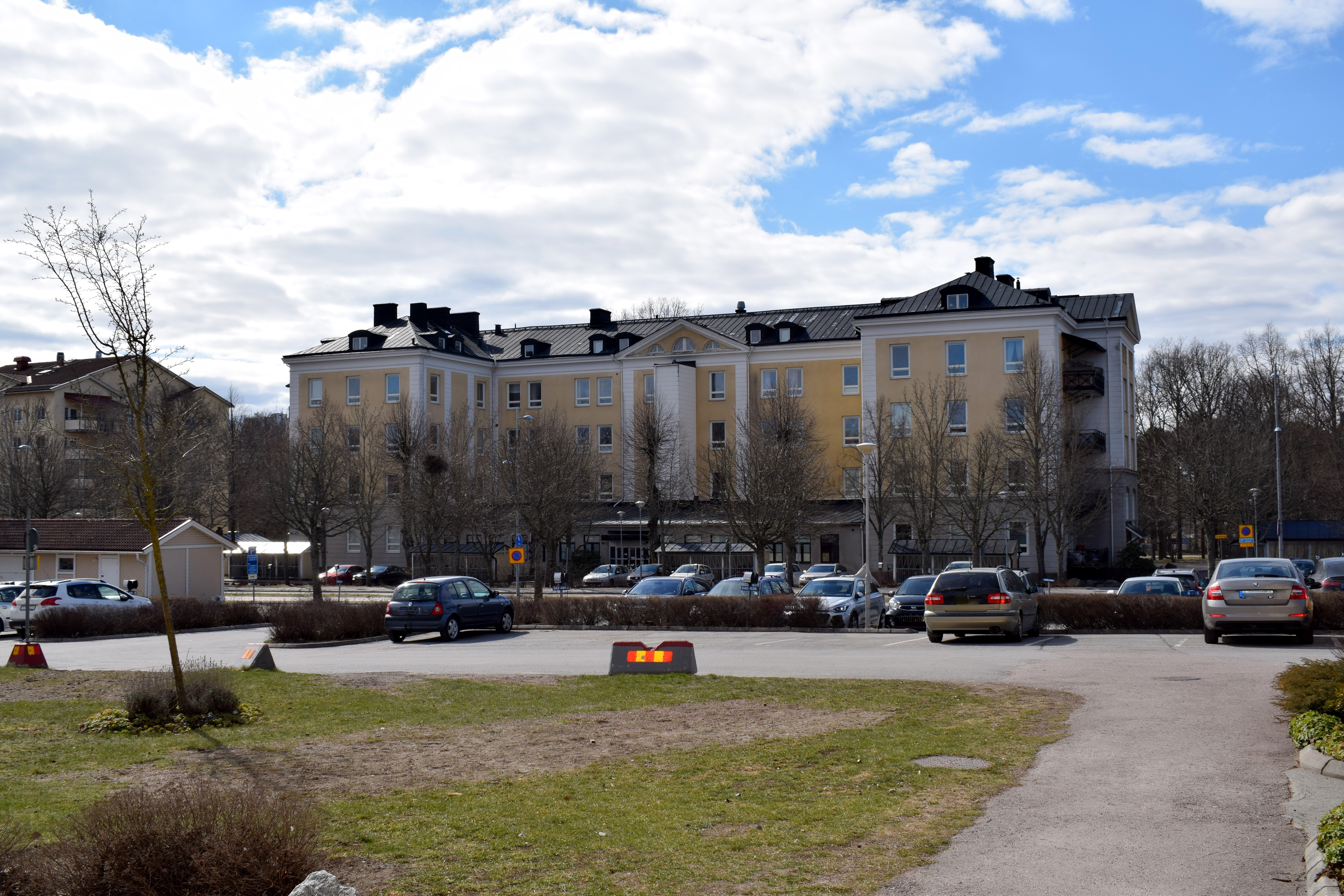
Vy över B-kasernen vid regementet.
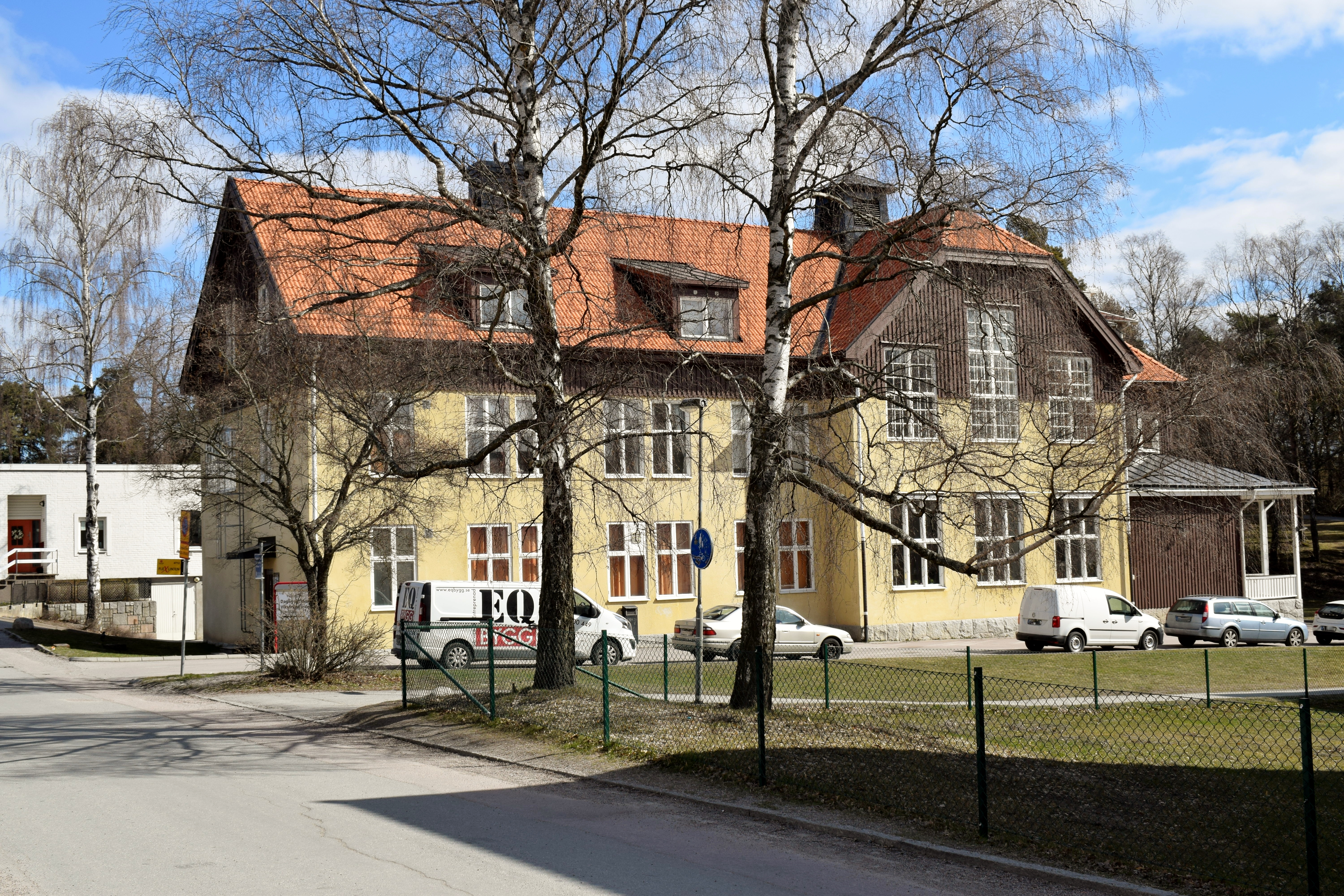
Underofficers-, underbefäls- och manskapsmäss vid regementet.
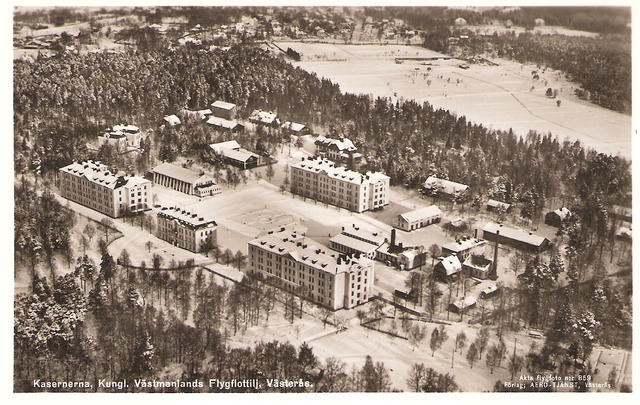
Flygbild över kasernetablissement tidigt 1900-tal.
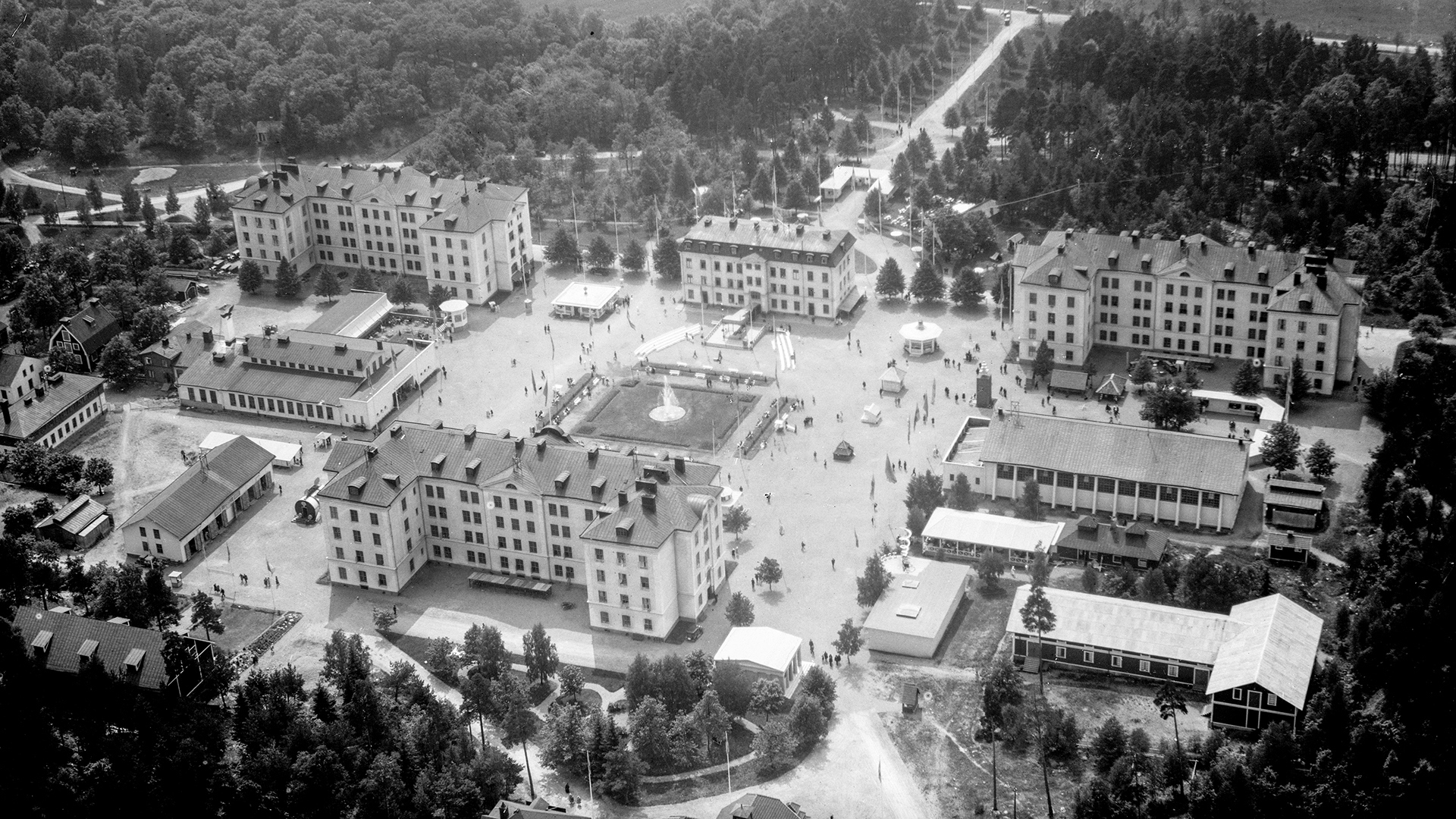
Flygbild över kasernetablissement i samband med Västerås utställningen i maj 1929.
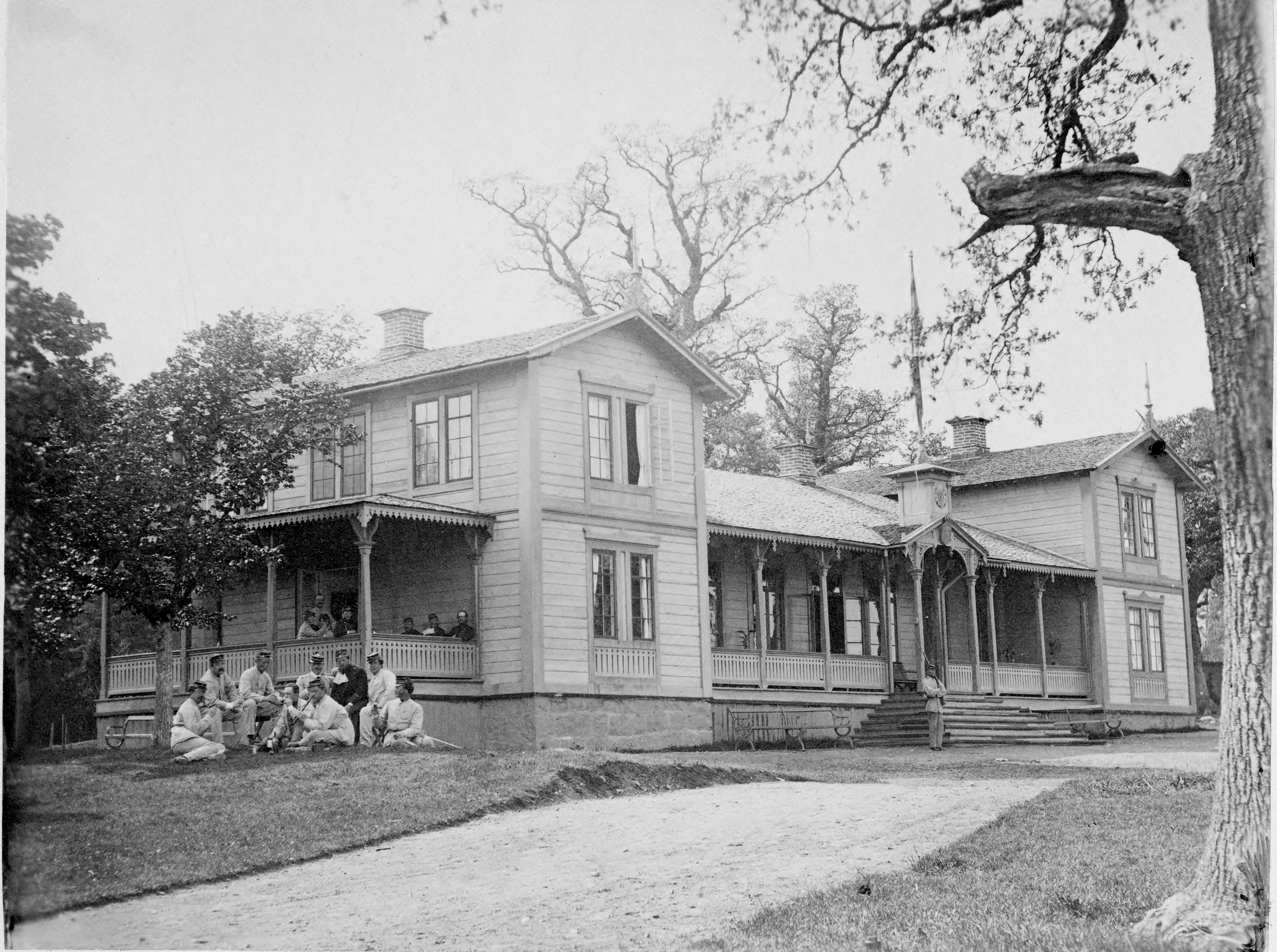
Regementets officerspaviljong vid Utnäslöt.
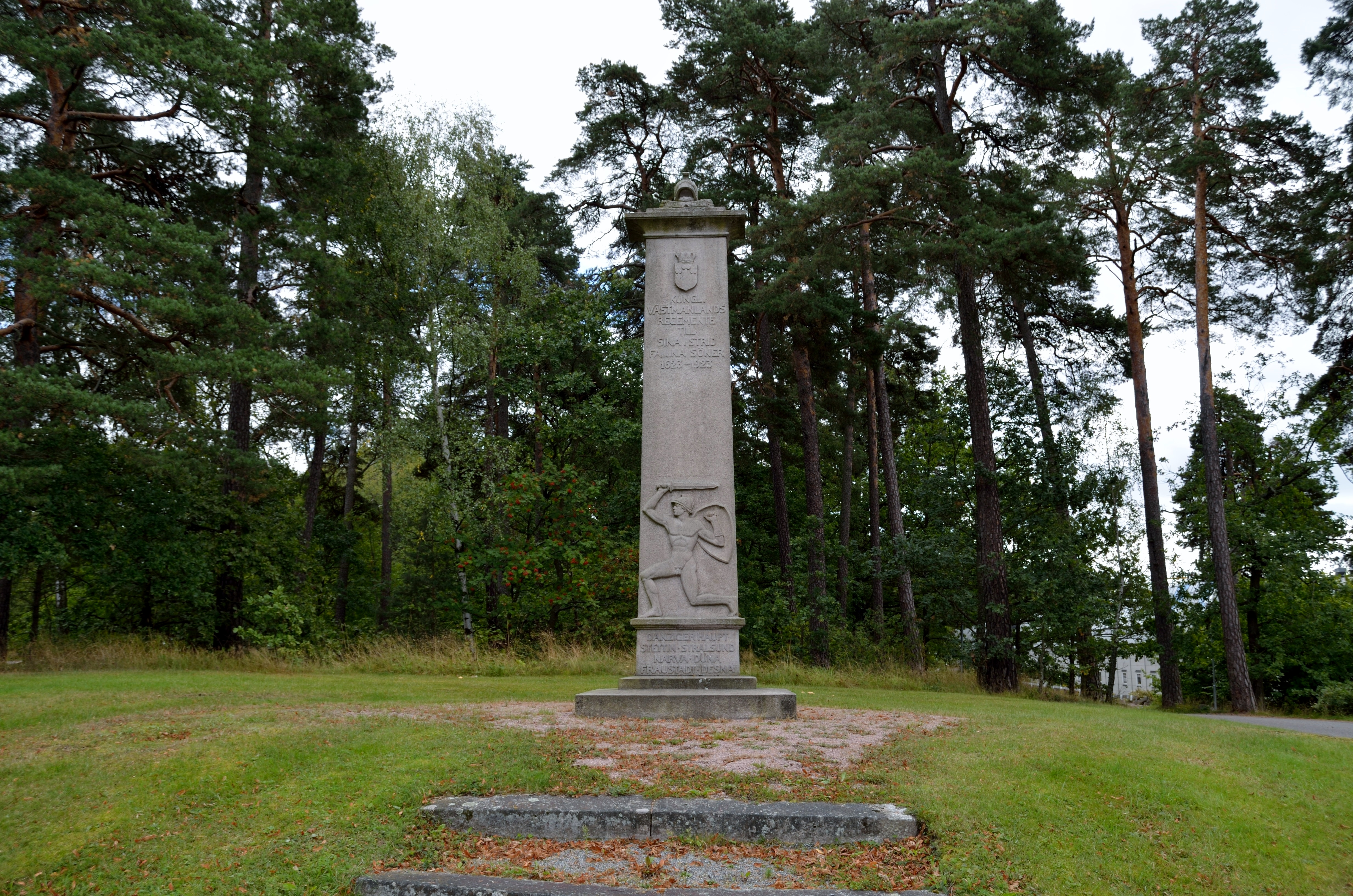
Minnesstenen i Västerås över regementet.
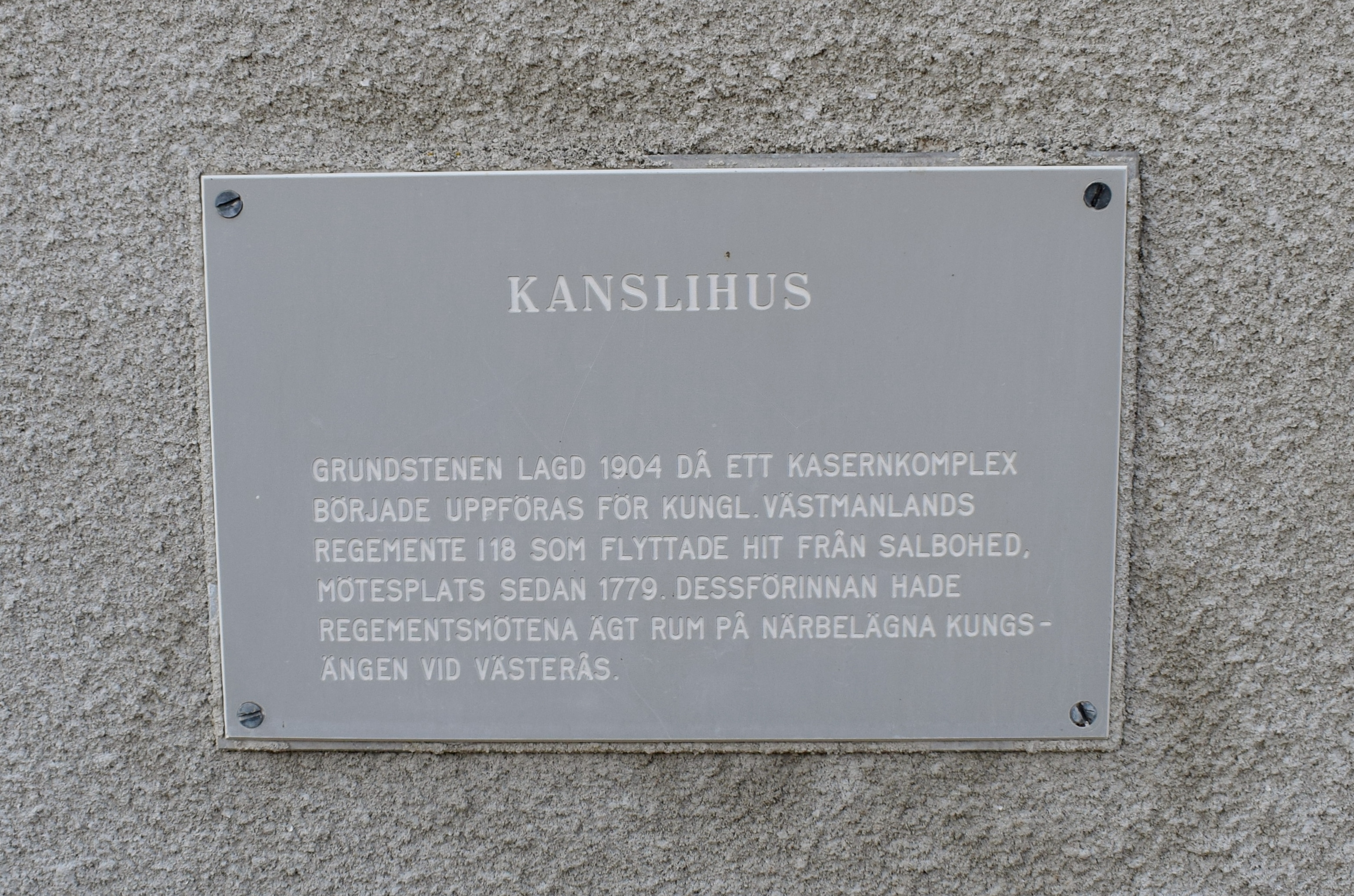
Minnesplatta över regementet på kanslihuset.
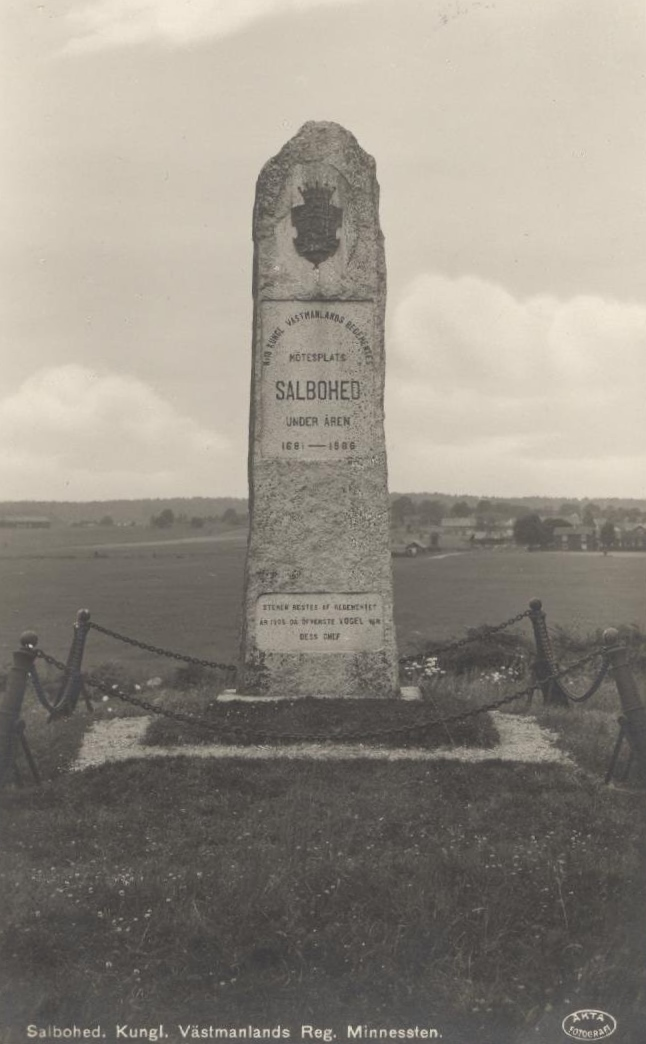
Minnesstenen i Salbohed över regementet.
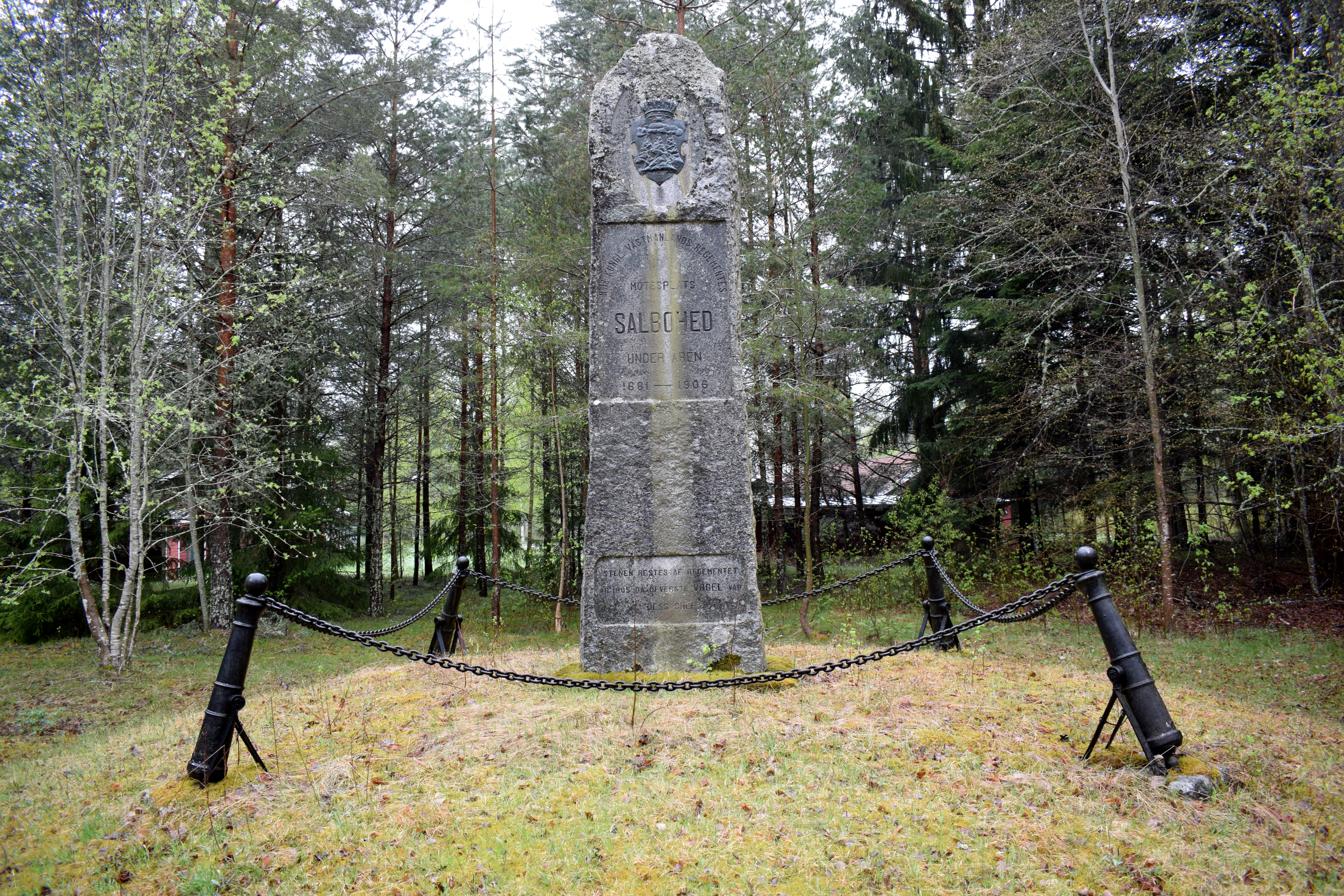
Minnesstenen (2021) i Salbohed över regementet.